# Suessenguthia multisetosa
Suessenguthia multisetosa är en akantusväxtart som först beskrevs av Henry Hurd Rusby, och fick sitt nu gällande namn av Wassh. och J.R.I.Wood. Suessenguthia multisetosa ingår i släktet Suessenguthia och familjen akantusväxter. Inga underarter finns listade i Catalogue of Life.